# 331 г. пр.н.е.
331 (триста тридесет и първа) година преди новата ера (пр.н.е.) е година от доюлианския (Помпилийски) римски календар.

## Събития

### В Македония
- Александър Велики завършва завладяването на Египет. Киренайка също е овладявва.[1]
- Април – основан e град Александрия в Египет.[1]
- 1 октомври – Александър решително разбива голямата армия на персийския цар Дарий III в битката при Гавгамела.[1]
- 20 октомври – Александър окупира Вавилон и по-късно Суза.[1]

### В Римската република
- Консули са Гай Валерий Поцит Флак и Марк Клавдий Марцел.
- Сключен е мир с галите.[2]
- Гней Квинтилий Вар е избран за диктатор, за да проведе религиозни ритуали за умилостивяване на боговете поради върлуваща епидемия.[3]

### В Южна Италия
- Епирският цар Александър I е убит при Пандозия, докато се сражава с луканите и брутиите.[4]

## Починали
- Александър I, цар на Античен Епир (роден 370 г. пр.н.е.)
- Ариба, телохранител (somatophylax) на македонския цар Александър Велики